# Asami Shimoda
Asami Shimoda (下田 麻美?, Shimoda Asami; Prefettura di Tottori, 30 gennaio 1986) è una doppiatrice giapponese, affiliata con l'agenzia Arts Vision. I suoi ruoli più celebri sono quelli delle gemelle Futami in The Idolmaster e di Kagamine Rin e Len nella serie di software della Crypton Future Media Vocaloid 2. È anche conosciuta come "Asapon" dai suoi fan.

## Ruoli principali

### Anime
- Kyō no Go no Ni (2008) Chika Koizumi[1]
- Tayutama: Kiss on my Deity (2009) Ameri Kawai[2]
- Aika Zero (2009) Kana Shiraishi[3]
- B gata H kei (2010) Chika Yamada[4]
- Book Girl (2010) Kurara Mori[5]
- Seitokai yakuindomo (2010) Kotomi Tsuda
- IS (Infinite Stratos) (2011) Huang Lingyin
- The iDOLM@STER (2011) Ami Futami e Mami Futami
- L'attacco dei giganti (2013) Nanaba
- Valkyrie Drive: Mermaid (2015) D5
- Caligula (2018) Aria
- Arknights (2019) Vigna

### Videogiochi
- The Idolmaster (2005), Ami Futami and Mami Futami[6]
- Tayutama: Kiss on my Deity (2008), Ameri Kawai[2]
- Luminous Arc 3: Eyes (2009), Hina, Hiyo
- Disgaea 4: A Promise Unforgotten (2011), DES-X
- Black Rock Shooter: The Game (2011), Nafhe
- Conception (2012), Collette
- Dungeon Travelers 2: The Royal Library & the Monster Seal (2013), Tsurara
- Mind Zero (2013), Yukito Kujo
- Killer Is Dead (2013), Alice
- Granblue Fantasy (2014), Cailana
- Blade Arcus from Shining: Battle Arena (2014), Pairon
- Tayutama 2: You're the Only One (2016), Ameri Kawai
- The Caligula Effect (2016), Aria
- Tales of the Rays (2017), Karia N
- Azur Lane (2017), UNIV Specialized Bulin Custom MKIII, UNIV Universal Bulin, UNIV Trial Bulin MKII
- Princess Connect! Re:Dive (2018), Matsuri
- A.O.T. 2 (2018), Nanaba
- Muse Dash (2018), Kagamine Rin, Kagamine Len
- Arknights (2019), Lancet-2, Vigna
- Pokémon Masters EX (2019), Shana
- Mary Skelter Finale (2020), Charlotte